# ノーシン
ノーシン（英語表記：Norshin）は、アラクス（旧：荒川長太郎合名会社）が製造・販売している解熱鎮痛薬のブランド名である。

## 概要
1918年に、スペイン風邪の流行の折に製造販売を始めたのが起源だとされる。
語源としては、「脳がしーんとする」、「脳が新しくなったようにすっきりする（中国における1920年代の広告では「脳新」と表記された経緯がある）」、中国神話の神農をもじったなど、いくつかの説がある。
成分としては、アセトアミノフェン、カフェイン、エテンザミドの3つを併せた「ACE処方」を主とするが、近年ではイブプロフェンを配合した製品もある。

## 製品の種類
現在、ノーシンは下記の製品に分類されている。
- ノーシン（散剤・錠剤）【指定第2類医薬品】 - 「ノーシン」ブランドの基盤商品。2剤形共に有効成分は同じだが、錠剤のみ、エテンザミドの含有量を散剤と比べて多く配合している（160mg/2錠。散剤は120mg/1包）。また、散剤は現在も1回分ずつ薬包紙で包装されている。眠くなる成分や習慣性のある成分は含まれていない。なお、細粒も発売されていたが、2021年10月末をもって販売終了となった。
- ノーシンホワイト（細粒・錠剤）【指定第2類医薬品】 - 「ノーシン」と同じく3種類の成分を配合した「ACE処方」の頭痛薬。「ノーシン」の錠剤に比べてカフェイン水和物を減らす（70mg→60mg）代わりに、エテンザミドを高配合（380mg）している。そのため、服用回数は1日2回まで（「ノーシン」は1日3回まで）、服用間隔は6時間以上（「ノーシン」は4時間以上）となっている。
- ノーシンAI（アイ）頭痛薬【指定第2類医薬品】 - 2015年3月発売。イブプロフェンとアセトアミノフェンを150:65の割合で配合した錠剤タイプ。有効成分は2種類の鎮痛成分のみで、眠くなる成分やカフェインを配合していない。
- ノーシンピュア【指定第2類医薬品】 - 「ノーシン」の錠剤や「ノーシンホワイト」の錠剤とは配合成分が異なり、イブプロフェン・アリルイソプロピルアセチル尿素・無水カフェインを配合。24錠入りはピンクスケルトンのピルケース入りである。
- 小中学生用ノーシンピュア【指定第2類医薬品】 - 「ノーシンピュア」の小中学生用（7歳〜14歳用）で、「ノーシンピュア」の処方をベースに、鎮痛成分をイブプロフェンからアセトアミノフェンに差し替え、他の有効成分の含有量を「ノーシンピュア」の半分量に減らした処方。
- オトナノーシンピュア【指定第2類医薬品】 - 2021年10月発売。「ノーシンピュア」の処方に、胃粘膜保護成分の乾燥水酸化アルミニウムゲルを追加配合したもの。パッケージも「ノーシンピュア」よりも文字要素を減らし、シンプルなデザインとなっている。
- ノーシンエフ200【指定第2類医薬品】 - 2014年5月発売。1カプセルにイブプロフェンをOTC医薬品では最大量の200mgを配合した液状カプセルタイプ。イブプロフェンのみの単味剤で、眠くなる成分を含まない。
- ノーシンアセトアミノフェン錠【第2類医薬品】 - 2022年5月発売。アセトアミノフェンのみの単味製剤で、2錠中に300mg（15歳以上の場合）を配合した錠剤タイプ。7歳から服用可能で、眠くなる成分やカフェインを含まない。

## 広告展開
昭和初期からノーシンの広告は様々なメディアに掲載されており、「歯痛、ずつうに、ノーシン」のキャッチフレーズは当時から有名である。
新聞広告や劇場の舞台幕、他には『おトラさん』（KRテレビ（現：TBSテレビ））をはじめ、草創期のテレビ番組などで見ることができる。
さらに『おトラさん』に至っては、1957 - 1958年に東宝で公開された映画シリーズにもタイアップしている（ただし、最終作『おトラさん大繁盛』ではタイアップしていない）。販促用の景品なども多くあり（マッチやプラモデルなど）、広報に力を入れていた。
なお、テレビCMによる広告展開は現在も続いている。
また、1990年のアラクス設立時までは、提供クレジットで使われていたこともある。